# Лажуа, Максим
Максим Лажуа (фр. Maxime Lajoie, англ. Maxime Lajoie; род. 5 ноября 1997, Квебек, Канада) — канадский профессиональный хоккеист, защитник клуба «Авангард». Лажуа был выбран под общим 133-м номером клубом «Оттава Сенаторз» на драфте НХЛ 2016 года. Помимо «Оттавы» он также играл за «Каролина Харрикейнз» и «Торонто Мейпл Лифс».

## Ранние годы
Лажуа родился в Квебеке, а к семи годам он с семьёй несколько раз переезжал: в Монреаль, в Торонто и наконец в Калгари. Его родной язык — французский, но он научился говорить на обоих официальных языках.

## Карьера

### Юниорская
Лажуа играл за команду « Свифт-Каррент Бронкос» в Западной хоккейной лиге (WHL) с 2013 по 2017 год. Он был выбран «Бронкос» под общим 95-м номером на драфте WHL 2012 года. Лажуа сыграл один матч в сезоне 2013/14 и получил постоянное место в составе в сезоне 2014/15. Все три следующие сезона в составе «Бронкос» он увеличивал количество очков за игру. Он стал альтернативным капитаном «Бронкос» в свой последний сезон в команде.

### Профессиональная
Лажуа был выбран клубом «Оттава Сенаторз» из Национальной хоккейной лиги (НХЛ) под общим 133-м номером на драфте НХЛ 2016 года. Тренер Лажуа в « Свифт-Каррент Бронкос», бывший игрок «Сенаторз» Марк Лэмб, считал выбор Лажуа «кражей [у  «Бронкос»] в пятом раунде», отмечая, что защитник был лучшим при игре в меньшинстве, лучшим защитником и альтернативным капитана команды. Лажуа подписал трёхлетний контракт новичка с «Сенаторз» 3 октября 2016 года и посетил их тренировочный лагерь.
В 2017 году он стал дебютировал на профессиональном уровне, начав в сезоне 2017/2018 играть за фарм-клуб «Сенаторз» в Американской хоккейной лиги (АХЛ) «Белвилл Сенаторз». В ноябре 2017 года Лажуа был отправлен в команду ECHL «Брамптон Бист». Максим вернулся в «Белвилл» после одной игры за «Брэмптон». В сезоне 2018/2019 Лажуа после тренировочного лагеря получил место в составе основной команды. Он дебютировал в НХЛ 4 октября 2018 года, забив гол и отдав результативную передачу в матче против «Чикаго Блэкхокс» («Сенаторз» проиграли матч в овертайме со счётом 3:4). Лажуа стал вторым защитником «Оттавы» (после Уэйда Реддена), забившим в своём дебютном матче в НХЛ. В том сезоне он провёл 56 игр за «Сенаторз», забив 7 голов и набрав 15 очков. Он также сыграл три игры за «Белвилл», отдав одну результативную передачу. «Сенаторз» отправили Лажуа в «Белвилл» на начало сезона 2019/20. «Оттава» отозвала его назад в ноябре, и первый матч Лажуа сыграл 22 ноября против «Нью-Йорк Рейнджерс»  («Оттава» выиграла матч со счётом 4:1). В декабреон вернулся в «Белвилл» после шести игр за «Оттаву», не набрав ни одного очка. Остаток сезона он провёл в «Белвилле», забив 4 гола и набрав 17 очков в 48 играх, прежде чем АХЛ приостановила игру 12 марта 2020 года из-за пандемии COVID-19.
После посещения тренировочного лагеря «Сенаторз» перед сезоном 2020/21, отложенным из-за пандемии, 12 января 2021 года Лажуа был обменян «Оттавой» в «Каролина Харрикейнз» на Кларка Бишопа. «Харрикейнз» сразу отправили защитника в фарм-клуб АХЛ, «Чикаго Вулвз». Лажуа сыграл 27 игр за «Чикаго», забив 6 голов и набрав 21 очко. Он был отозван «Каролиной» вместе с Райаном Сузуки и Алексом Недельковичем во время плей-офф Кубка Стэнли 2021. Лажуа дебютировал за «Харрикейнз» и в плей-офф 21 мая в третьем матче серии с «Нэшвилл Предаторз», проигранном «Харрикейнз» в овертайме со счётом 4:5. Он сыграл и в следующем матче, который также завершился поражением в овертайме, и был заменён Джейкобом Слэвином, вернувшимся после травмы к пятому матчу.
Лажуа был отправлен в «Чикаго» на сезон 2021/22. «Каролина» отозвала его вместе с Джейленом Чатфилдом 29 ноября 2021 года. Он и Чатфилд сыграли первые матчи в сезоне НХЛ 30 ноября, заменив защитников Бретта Пеше и Тони Деанджело. «Харрикейнз» проиграли тот матч со счётом 4:1, хотя Лажуа сыграл хорошо. Он провёл пять игр за «Каролину», прежде чем был отправлен обратно в «Чикаго» 13 декабря. В 60 играх за «Вулвз» он забил четыре гола и набрал 33 очка. В плей-офф Кубка Колдера 2022 года он забил четыре гола и набрал восемь очков. Он выиграл Кубок Колдера 2022 года с «Вулвз», забив победный гол в победном матче против «Спрингфилд Тандербёрдс». 6 августа 2022 года «Харрикейнз» продлили контракт с Лажуа на один год. Назначенный капитаном «Вулвз» на сезон 2022/23, Лажуа был выбран для участия в Матче всех звёзд АХЛ 2023 года. В 63 играх за «Чикаго» он забил 11 голов и набрал 45 очков.
После трёх сезонов в составе «Харрикейнз» Лажуа покинул клуб в качестве неограниченно свободного агента и 1 июля 2023 года подписал однолетний двусторонний контракт с «Торонто Мейпл Лифс». Он посетил тренировочный лагерь «Мэйпл Лифс» перед началом сезона 2023/24, но не попал в основной состав. После того, как Лажуа остался невостребованным, он был отправлен в фарм-клуб «Мэйпл Лифс» в АХЛ, «Торонто Марлис», на начало сезона 2023/24. 4 ноября он был отозван «Мэйпл Лифс» после травмы Тимоти Лильегрена и дебютировал за новую команду в матче против «Баффало Сейбрз» в тот же вечер. Его вернули в «Марлис» 9 ноября. Он провёл большую часть сезона в составе «Марлис», сыграв 56 матчей, забив 4 гола и набрав 24 очка. Он также сыграл семь матчей за «Мэйпл Лифс», отдав одну результативную передачу.
В межсезонье Лажуа стал неограниченно свободным агентом и 1 июля 2024 года подписал однолетний двусторонний контракт с «Сиэтл Кракен». После того, как его не забрали с драфта отказов, он был направлен в фарм-клуб «Сиэтла» в АХЛ, «Коачелла Вэлли Файрбёрдс», на начало сезона 2024/25.
После окончания контракта с «Кракен» Лажуа стал свободным агентом и решил продолжить карьеру за рубежом, подписав 22 июля 2025 года однолетний контракт с омским «Авангардом».

## Статистика
| Легенда | Легенда                    | Легенда | Легенда                   | Легенда | Легенда    |
| ------- | -------------------------- | ------- | ------------------------- | ------- | ---------- |
| И       | Количество проведённых игр | Штр     | Штрафное время            | +/−     | Плюс-минус |
| Г       | Голы                       | П       | Голевые передачи          | О       | Очки       |
| -       | Статистика неизвестна      | —       | Статистика не учитывалась |         |            |

## Достижения
| Награда       | Год  |
| АХЛ           | АХЛ  |
| ------------- | ---- |
| Кубок Колдера | 2022 |